# Шеман, Амели
Амели Шеман (фр. Amélie Chemin, род. 1980) — французская гамбистка и музыкальный педагог.

## Биография
Амели Шеман родилась во Франции в 1980 году. Училась игре на виолончели и камерной музыке в Кане и Лионе, окончив обучение с отличием. Увлечение старинной музыкой и сочинениями для виолы да гамба привели её на курсы Жерома Aнтая, Марианны Мюллер, Жорди Саваля и Витторио Гиельми. В 2003 году переехала в Базель, где училась в Schola Cantorum Basiliensis игре на виола да гамба, виолончели и барочной скрипке (среди её преподавателей был Паоло Пандольфо). В 2008 году окончила это учебное заведение с дипломом по специальности виола да гамба.
Регулярно выступает на концертах, используя различные типы виол да гамба (ренессансная, барочная), а также барочную виолончель. С 2003 года приняла участие в международных музыкальных проектах совместно с Уильямом Кристи, Тоном Копманом, Жорди Савалем, Андреа Марконом, Паоло Пандольфо, Энтони Рули. Сотрудничает с ансамблями старинной музыки La Traditora, Opera Prima, Opera Musica, Concerto Scirocco, Ensemble Mare Nostrum.  С начала 2008 года выступает на инструменте arpeggione, на котором исполнила, в частности, Сонату Франца Шуберта «Arpeggione» на Gruyères Festival of Early Music ( 2008 год). Член La Cetra Baroque Orchestra Basel.
Активно записывается на лейблах Deutsche Grammophon, Ricercar, Tactus, Claves, ORF, Arcophon. Неоднократно выступала на Radio France, Radio Suisse Romande, Radio Svizzera Italiana. Соучредитель ансамбля басовых виол «Il Profondo». Выступала с концертами во Франции, в Испании, Германии, Англии, Италии, Швейцарии, Украине и Турции. В октябре 2015 года выступила в Санкт-Петербурге в дуэте с Паоло Пандольфо на фестивале Earlymusic.
Играет на виоле да гамба мастера Judith Kraft (Париж, 2005).

## Преподавательская деятельность
С сентября 2009 года Амели Шеман преподает  игру на виоле да гамба и барочной виолончели в консерватории Ренна (Бретань, Франция). Ассистирует Паоло Пандольфо в Sommer-Akademie в Урбино.

## Избранная дискография
- William Hayes. The Passions. Evelyn Tubb, Ulrike Hofbauer, Sumihito Uesugi, David Munderloh, Lisandro Abadie, Chor Der Schola Cantorum Basiliensis, La Cetra Barockorchester Basel, Anthony Rooley. CD, Album. Glossa Music. GCD 922501. 2010.
- Mojca Erdmann. Mostly Mozart. La Cetra, Andrea Marcon. CD, Album. Deutsche Grammophon. 00289 477 8979, 477 8979 2011.
- Couperin. Pièces de Violes. Amélie Chemin, Markus Hünninger, Paolo Pandolfo, Thomas Boysen. CD (12 mars 2013). Note 1 Music Gmbh. ASIN : B00B2A3UOK[5][6].
- Passo di pena in pena: Italian Cantatas. Il Profondo. Flavio Ferri Benedetti. 2013.